# Марија Пија од Савоје
Марија Пија (итал. Maria Pia di Savoia; Напуљ 24. септембар 1934), пуно име Марија Пија Елена Елизабета Маргерита Милена Мафалда Лудовика Текла Ђенара (итал. Maria Pia Elena Elisabetta Margherita Milena Mafalda Ludovica Tecla Gennara), је најстарија кћерка последњег италијанског краља Умберта II и Марије Жозе од Белгије. Њен први супруг је био кнез Александар Карађорђевић, син кнеза Павла Карађорђевића и кнегиње Олге.

## Биографија
Рођена је у Напуљу 24. септембра 1934. године, као прво дете Умберта, принца од Пијемонта и Марије Жозе од Белгије. Бака са очеве стране је била краљица Јелена, супруга италијанског краља Виториа Емануелеа III и кћерка црногорског краља Николе I Петровића Његоша. Деда са мајчине стране је био краљ Алберт I од Белгије. Њен млађи брат Виторио Емануеле је тренутни старешина куће Савоја.
Отац јој је 1946. године постао краљ Италије и то остао свега 34 дана, након чега је монархија збачена. Након тога, породица је живела у Португалији, Швајцарској, Паризу и Флориди.

## Бракови и породица
Свог првог супруга кнеза Александра Карађорђевића, сина кнеза Павла, упознала је 22. августа 1954. године. Венчали су се 12. фебруара 1955. године у Каскаису у Португалији. Из овог брака су се родили:
- кнез Димитрије Карађорђевић (18. јун 1958);
- кнез Михајло Карађорђевић (18. јун 1958);
- кнез Сергије Карађорђевић (12. март 1963); из везе са Кристијан Галеоти је добио сина:
  - Умберто Емануеле Димитри (Монако, 3. фебруар 2018);
- кнегиња Хелена или Јелена (12. март 1963); из брака са Теријем Александром Гаубертом је добила троје деце:
  - Милену (1988);
  - Настасију (1991);
  - Леополда (1997).

Развели су се 1967. године. 
Марија Пија се поново удала 2003. године, за принца Мишела од Бурбон-Парме (1926–2018). У браку са њим није имала деце.

## Титуле и признања
- 24. септембар 1934. – 2. јун 1946: Њено краљевско височанство принцеза Марија Пија од Италије, принцеза од Савоја;
- 2. јун 1946. – 12. фебруар 1955: Њено краљевско височанство принцеза Марија Пија од Савоја;
- 12. фебруар 1955. – 1967: Њено краљевско височанство кнегиња Марија Пија од Југославије, принцеза од Савоја;
- 1967. – 2003: Њено краљевско височанство принцеза Марија Пија од Савоја;
- 2003 – данас: Њено краљевско височанство принцеза Марија Пија од Бурбон-Парме, принцеза од Савоја.

## Одликовања
- Витез Великог крста Ордена Светог Мауриција и Лазара (Краљевина Италија);
- Витез Ордена уметности и књижевности (Француска), додељен 12. новембра 2003. године:
- Витез Великог крста Покорности Сувереног Војног реда Малте, 1. степен (Суверени војни болнички ред Светог Јована Јерусалимског од Родоса и од Малте).